# Tapinauchenius cupreus
Tapinauchenius cupreus är en spindelart som beskrevs av Schmidt och Bauer 1996. Tapinauchenius cupreus ingår i släktet Tapinauchenius och familjen fågelspindlar.
Artens utbredningsområde är Ecuador. Inga underarter finns listade i Catalogue of Life.